# Europees kampioenschap volleybal junioren 2012 (vrouwen)
Deze pagina beschrijft het Europees kampioenschap volleybal voor junioren in het jaar 2012. Het toernooi staat onder de auspiciën van de CEV.

## Meisjes
Het toernooi voor de meisjes werd gehouden van 18 augustus tot en met 26 augustus 2012 in Ankara, Turkije. De titelhouder zijn de junioren uit Italië.

### Geplaatste teams
- Gastland
  -  Turkije
- Top 3 Europees kampioenschap volleybal junioren 2010
  -  Italië
  -  Servië
  -  Tsjechië
- Gekwalificeerd na de kwalificaties
  -  Polen
  -  Slovenië
  -  Rusland
  -  Slowakije
  -  België
  -  Bulgarije
  -  Frankrijk
  -  Duitsland

## Groepsfase

#### Groep A
|      |           |     | Wedstrijden | Wedstrijden | Sets | Sets | Sets |
| Rank | Team      | Pts | W           | L           | W    | L    |      |
| ---- | --------- | --- | ----------- | ----------- | ---- | ---- | ---- |
| 1    | Servië    | 15  | 5           | 0           | 15   | 1    |      |
| 2    | Turkije   | 11  | 4           | 1           | 12   | 7    |      |
| 3    | Slovenië  | 9   | 3           | 2           | 11   | 9    |      |
| 4    | België    | 5   | 2           | 3           | 9    | 11   |      |
| 5    | Slowakije | 4   | 1           | 4           | 5    | 13   |      |
| 6    | Frankrijk | 1   | 0           | 5           | 4    | 15   |      |

### Groep B
|      |           |     | Wedstrijden | Wedstrijden | Sets | Sets | Sets |
| Rank | Team      | Pts | W           | L           | W    | L    |      |
| ---- | --------- | --- | ----------- | ----------- | ---- | ---- | ---- |
| 1    | Rusland   | 12  | 4           | 1           | 13   | 6    |      |
| 2    | Italië    | 12  | 4           | 1           | 12   | 6    |      |
| 3    | Polen     | 9   | 3           | 2           | 10   | 8    |      |
| 4    | Duitsland | 8   | 3           | 2           | 11   | 9    |      |
| 5    | Tsjechië  | 3   | 1           | 4           | 5    | 13   |      |
| 6    | Bulgarije | 1   | 0           | 5           | 6    | 15   |      |

##### Halve finale
| Datum       | Tijd  |         | Score |         | Set 1 | Set 2 | Set 3 | Set 4 | Set 5 | Totaal  |
| ----------- | ----- | ------- | ----- | ------- | ----- | ----- | ----- | ----- | ----- | ------- |
| 25 aug 2012 | 14:00 | Servië  | 3-0   | Italië  | 25-23 | 25-19 | 26-24 |       |       | 76-66   |
| 25 aug 2012 | 16:30 | Rusland | 2-3   | Turkije | 25-19 | 23-25 | 25-23 | 23-25 | 6-15  | 102-106 |

##### Finale
| Datum       | Tijd  |        | Score |         | Set 1 | Set 2 | Set 3 | Set 4 | Set 5 | Totaal |
| ----------- | ----- | ------ | ----- | ------- | ----- | ----- | ----- | ----- | ----- | ------ |
| 26 aug 2012 | 14:00 | Servië | 0-3   | Turkije | 21-25 | 22-25 | 18-25 |       |       | 61-75  |